# Ánfora del Jinete

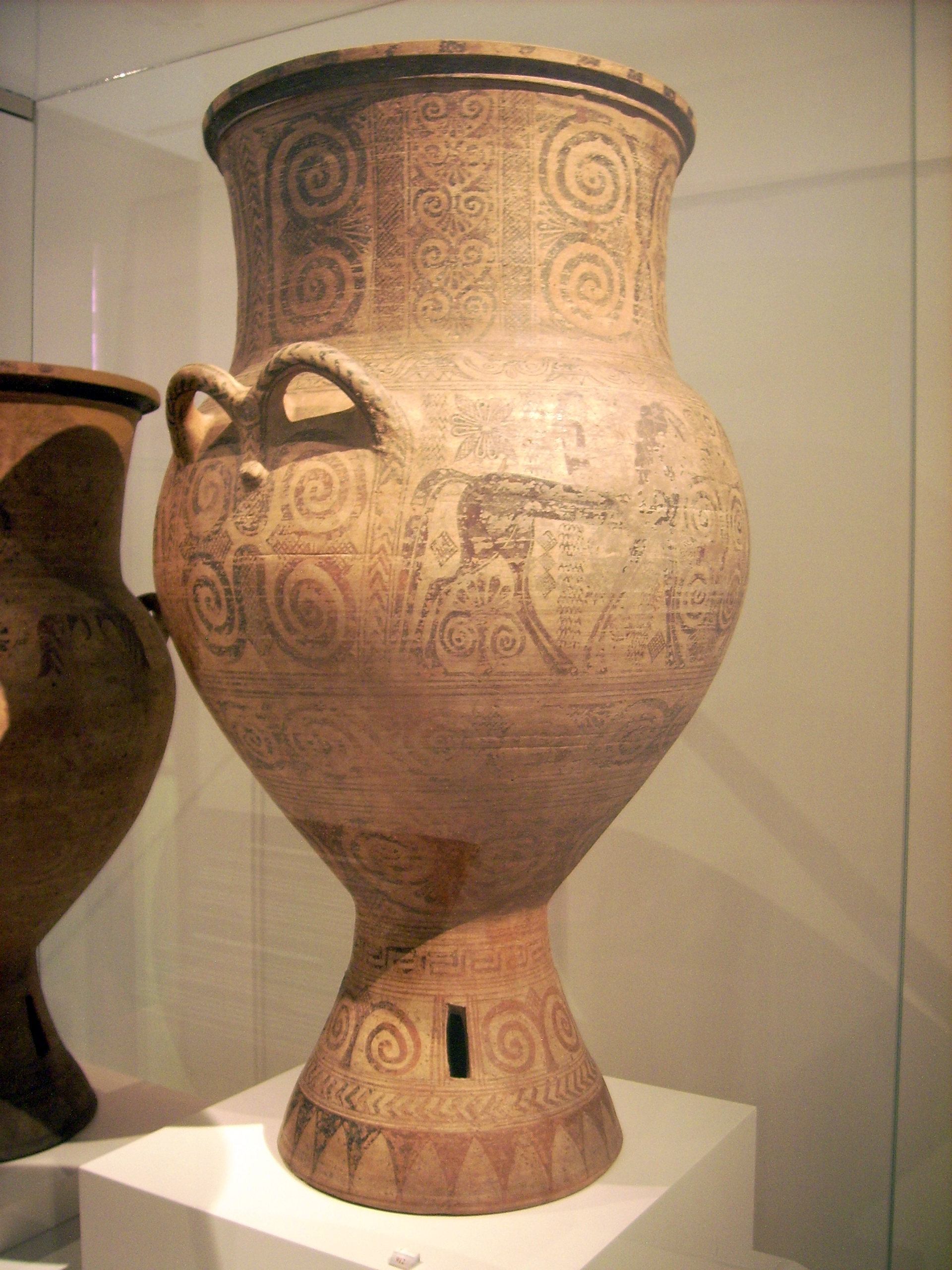
Ánfora de jinete en Atenas

El Ánfora del Jinete es el nombre dado a un ánfora meliana que se encuentra en el Museo Arqueológico Nacional de Atenas con el número de inventario 912. Data de alrededor del 660 a. C. y tiene 90 cm de altura.
El Ánfora del Jinete pertenece a los ejemplos más anchos de su tipo. Su nombre deriva de su imagen principal que recuerda a la algo más antigua Ánfora de los caballos: dos caballos delgados están uno frente al otro, con una gran palmeta entre ellos. Sin embargo, en esta imagen, un jinete se sienta encima del lomo de cada uno de los caballos. Cada jinete dirige además otro caballo utilizando una cuerda, la cual está desplazada ligeramente detrás de las monturas. Ekschmitt estima que el pintor de este ánfora no muestra el talento del pintor de la Ánfora de los caballos ya que los cuerpos de sus caballos son demasiado largos y como resultado de ello el jinete aparece anormalmente pequeño. Parece que la convención forzó al pintor a adaptar su diseño a un espacio limitado. El espacio vacío alrededor de dicha área estaba llena con varios diseños heredados del arte cicládico anterior, incluyendo bandas en zigzag y diamantes. 
El cuello del ánfora está decorado con abultadas volutas de palmetas dobles, que están separadas una de otra por bandas verticales. En la parte posterior, el pintor dibuja dos caballos sin jinete situados uno frente al otro. No hay ninguna imagen dibujada en los otros dos lados. 